# Kalcium-fumarát
A kalcium-fumarát a fumársav kalciummal alkotott sója. Képlete: CaC4H2O4.
Az élelmiszeriparban savanyúságot szabályozó anyagként, E367 néven használják. Napi maximum beviteli mennyisége 6 mg/testsúlykg. Nincs ismert mellékhatása. A szervezetben lebomlik.
Elsősorban cukrászipari termékekben, pékárukban, sütőporban alkalmazzák.